# Alev Tekinay
Alev Tekinay (* 15. Oktober 1951 in İzmir, Türkei) ist eine türkische Linguistin und Schriftstellerin.

## Leben
Nach dem Abitur am deutschen Gymnasium in İstanbul siedelte sie 1971 nach München über. Hier studierte sie Germanistik und schloss ihr Studium 1979 mit einer Promotion zum Thema Vergleichende Studien von Erzählmotiven in der deutschen Dichtung des Mittelalters und den Literaturen des Orients ab. Anschließend arbeitete sie als Lehrerin. Von 1983 bis zu ihrem Ruhestand 2012 war Tekinay wissenschaftliche Angestellte an der Universität Augsburg im Bereich Deutsch als Fremdsprache und Türkisch. Sie veröffentlichte in ihrem Forschungsgebiet eine Reihe von Schriften, insbesondere Türkischlehrbücher.
Seit 1986 veröffentlicht sie auch Belletristik, in erster Linie Erzählungen. Für ihr Werk erhielt Tekinay 1990 den Adelbert-von-Chamisso-Förderpreis.

## Werke (Auswahl)
- Über alle Grenzen, Erzählungen, 1986, ISBN 3-88653-096-5.
- Die Deutschprüfung, Erzählungen, 1989, ISBN 3-925798-62-5.
- Engin im Englischen Garten, Kinder- und Jugendroman, 1990, ISBN 3-473-35112-1.
- Der weinende Granatapfel, Roman, 1990, ISBN 3-518-38220-9.
- Es brennt ein Feuer in mir, Erzählungen, 1990, ISBN 3-925798-67-6.
- Das Rosenmädchen und die Schildkröte, Märchen, 1991, ISBN 3-925798-08-0.
- Nur ein Hauch vom Paradies, Roman, 1993, ISBN 3-86099-429-8.
- Dazwischen, Gedicht aus dem Jahre 2001.

## Werke (Lehrbücher)
- Günaydın. Einführung in die moderne türkische Sprache. Zwei Bände. 2., erweiterte und verbesserte Auflage. Reichert Verlag, Wiesbaden 2002 und 2005, ISBN 3-89500-275-5, ISBN 3-89500-445-6